# Dryobotodes contermina
Dryobotodes contermina là một loài bướm đêm trong họ Noctuidae.